# Tagriss
Tagriss ou Tagris, Tagiris est une commune rurale et une localité du Niger, département de Dakoro, région de Maradi.

## Géographie
La localité de Tagriss est située à 80 km à l'est de Dakoro, région de Maradi.
| Bader Goula      | Gadabédji | Tarka                  |
| Bader Goula      | Tagriss   | Tarka                  |
| Guidan Amoumoune | Tchaké    | El Allassane Maïreyrey |

## Histoire
La commune rurale de Tagriss instaurée en 2002, est issue d'une partie du canton de Soly Tagris établi en 1947.

## Population
Lors du recensement général de 2012, la population communale est relevée à 53 925 habitants, dont 1 270 habitants pour la localité chef-lieu communal, Tagris.

## Localités
La commune s'étend sur 158 villages, de 33 hameaux, de 5 camps et de 8 points d'eau au nord-est du département de Dakoro.

## Services et infrastructures
- Centre de Santé Intégré (CSI) à Tagriss et Soly[5].
- Centre de formation des métiers (CFM) à Soly Tagriss.